# Perugia Calcio 2009-2010
Questa voce raccoglie le informazioni riguardanti il Perugia Calcio nelle competizioni ufficiali della stagione 2009-2010.

## Stagione
È questa l'ultima annata sportiva del Perugia Calcio, scomparso dopo appena un lustro di vita. In ambito sportivo, per la nuova stagione viene riconfermato in panchina Giovanni Pagliari. Sul versante finanziario la società biancorossa, dopo un rifiuto in prima battuta della Covisoc, riesce a regolarizzare l'iscrizione della squadra al campionato, inserita questa volta nel girone A. Il 16 novembre 2009, all'indomani di un pareggio sul campo del Sorrento, dopo tredici giornate di campionato e un bottino di 19 punti (settimo posto in classifica, a quattro lunghezze dalla zona play-off) la dirigenza decide di esonerare Pagliari, com'era già avvenuto l'anno passato, e di affidare temporaneamente al suo vice Marco Zaffaroni la guida dei grifoni, prima dell'arrivo del nuovo tecnico Carlo Antonio Buzzi.
A fine stagione, chiusa dal Perugia a un anonimo undicesimo posto, il 20 maggio 2010 emergono per la società gravi problemi finanziari, al punto che il tribunale cittadino accoglie l'istanza di fallimento presentata da alcuni creditori. Il 9 giugno va deserta l'asta giudiziaria indetta per rilevare il club; l'ormai ex patron Covarelli tenta comunque di presentare una domanda d'iscrizione al campionato successivo, ma la stessa non viene accettata in quanto non ritenuto più il legale rappresentante della società. Un mese esatto più tardi, la FIGC revoca l'affiliazione alla squadra perugina, nuovamente scomparsa dal panorama calcistico nazionale, per la seconda volta in soli cinque anni.
Per poter dare un seguito alla loro storia, i biancorossi sono ora costretti a ricominciare dai dilettanti. Il 12 luglio 2010 nasce quindi la nuova Associazione Sportiva Dilettantistica Perugia Calcio che, raccogliendo il titolo sportivo della defunta società di Leonardo Covarelli, s'iscrive alla Serie D.

## Rosa
| N. |                      | Ruolo | Calciatore             |
| -- | -------------------- | ----- | ---------------------- |
|    | Italia (bandiera)    | P     | Massimiliano Benassi   |
|    | Italia (bandiera)    | P     | Juri De Marco          |
|    | Italia (bandiera)    | P     | Arnaldo Gambelli       |
|    | Italia (bandiera)    | D     | Salvatore Accursi      |
|    | Italia (bandiera)    | D     | Manuel Fiorucci        |
|    | Italia (bandiera)    | D     | Luca Lacrimini         |
|    | Italia (bandiera)    | D     | Nicola Carlo Pagani    |
|    | Italia (bandiera)    | D     | Marco Taccucci         |
|    | Argentina (bandiera) | D     | Diego Gabriel Raimondi |
|    | Italia (bandiera)    | D     | Orlando Urbano         |
|    | Italia (bandiera)    | D     | Alessandro Zoppetti    |
|    | Italia (bandiera)    | C     | Simone Bonomi          |
|    | Italia (bandiera)    | C     | Umberto Cazzola        |
|    | Italia (bandiera)    | C     | Francesco Della Rocca  |
|    | Italia (bandiera)    | C     | Salvatore Del Sole     |

| N. |                   | Ruolo | Calciatore          |
| -- | ----------------- | ----- | ------------------- |
|    | Italia (bandiera) | C     | Filippo Forò        |
|    | Italia (bandiera) | C     | Fabio Gatti         |
|    | Italia (bandiera) | C     | Giorgio La Vista    |
|    | Italia (bandiera) | C     | Roberto Menassi     |
|    | Italia (bandiera) | C     | Massimo Perra       |
|    | Italia (bandiera) | C     | Giampietro Perrulli |
|    | Italia (bandiera) | C     | Alessio Stamilla    |
|    | Italia (bandiera) | A     | Umberto Del Core    |
|    | Italia (bandiera) | A     | Emilio Docente      |
|    | Italia (bandiera) | A     | Sergio Ercolano     |
|    | Italia (bandiera) | A     | Andrea Federici     |
|    | Italia (bandiera) | A     | Marco Martini       |
|    | Italia (bandiera) | A     | Daniele Paponi      |
|    | Italia (bandiera) | A     | Tiberio Rocchi      |